# Leslie Knighton
Albert Leslie Knighton (Church Gresley, 15 marzo 1884 – Bournemouth, 10 maggio 1959) è stato un allenatore di calcio inglese.
Importante allenatore del passato, tra le squadre da lui allenate ci sono l'Arsenal, il Bournemouth, il Birmingham, il Chelsea e lo Shrewsbury Town.